# Шапада-ду-Арарипи (микрорегион)

Шапада-ду-Арарипи на карте.

Шапада-ду-Арарипи (порт. Microrregião da Chapada do Araripe) — микрорегион в Бразилии. Входит в штат Сеара. Составная часть мезорегиона Юг штата Сеара. Население составляет 	95 365	 человек (на 2010 год). Площадь — 	4 442,115	 км². Плотность населения — 	21,47	 чел./км².

## Демография
Согласно сведениям, собранным в ходе переписи 2010 г. Национальным институтом географии и статистики (IBGE), население микрорегиона составляет:						
| Полное население                             | Полное население                             | Полное население                             | Полное население                             | 95 365 |
| -------------------------------------------- | -------------------------------------------- | -------------------------------------------- | -------------------------------------------- | ------ |
| в том числе:                                 | Городское население                          | 55 743                                       | Процент городского населения, %              | 58,45  |
|                                              | Сельское население                           | 39 622                                       | Процент сельского населения, %               | 41,55  |
|                                              | Мужское население                            | 46 835                                       | Процент мужского населения, %                | 49,11  |
|                                              | Женское население                            | 48 530                                       | Процент женского населения, %                | 50,89  |
| Плотность населения, чел/км²                 | Плотность населения, чел/км²                 | Плотность населения, чел/км²                 | Плотность населения, чел/км²                 | 21,47  |
| Население микрорегиона в % к населению штата | Население микрорегиона в % к населению штата | Население микрорегиона в % к населению штата | Население микрорегиона в % к населению штата | 1,13   |

## Статистика
- Валовой внутренний продукт на 2003 составляет 160 859 147,00 реалов (данные: Бразильский институт географии и статистики).
- Валовой внутренний продукт на душу населения на 2003 составляет 1741,94 реалов (данные: Бразильский институт географии и статистики).
- Индекс развития человеческого потенциала на 2000 составляет 0,600 (данные: Программа развития ООН).

## Состав микрорегиона
В составе микрорегиона включены следующие муниципалитеты:
1. Арарипи
2. Асаре
3. Кампус-Салис
4. Потенжи
5. Салитри